# قصر منيب المصري

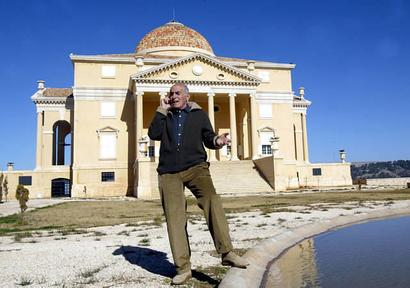
منيب المصري وقصرة

قصر منيب المصري هو بيت الملياردير منيب المصري الفلسطيني في مدينة نابلس أنشئ على أنقاض كنيسة أثرية تحتوي على عدد كبير من التحف واللوحات الفنية القيمة جداً. أنشئ على مساحة أرض تقدر بعشرات الكيلو ميترات.

## وصلات خارجية
صورة قصر منيب المصري من الاقمار الصناعية